# Фелікс Леконт
Фелікс Леконт (фр. Felix Lecomte, 1737, Париж — 1817, Париж) — французький скульптор, що працював у 2-й половині 18 століття. Портретист.

## Біографія
Народився в Парижі. Художнє навчання отримав в столиці Франції. Серед його вчителів Л. В. Вассе і уславлений Етьєн Фальконе. У 1758 році отримав так звану Римську премію, що давало право на стажування в Римі. Працював в Римі у 1761 −1768 рр. Повернувся в Париж, де мав замови на скульптурні портрети як від приватних осіб, так і від королівського дому Франції. Був прийнятий до Академії мистецтв за скульптурну групу «Едіп і Форбас». З 1792 року — професор Академії мистецтв.

## Перелік деяких творів
- портрет вченого Поля Анрі Гольбаха (Лувр)
- портрет філософа Шарля Ролліна (Лувр)
- портрет енциклопедіста Даламбера (Лувр)
- портрет королеви Марії-Антуанети (бісквіт, Львів і Москва)
- принцеса Аделаїда, дочка короля Луї 15-го.
- Едіп і Форбас,1771, (Лувр)
- портрет Шарля Монтеск'є, 1779, Версаль, Тріанон.
- теракоти алегорій, Метрополітен-музей, США.

## Галерея творів

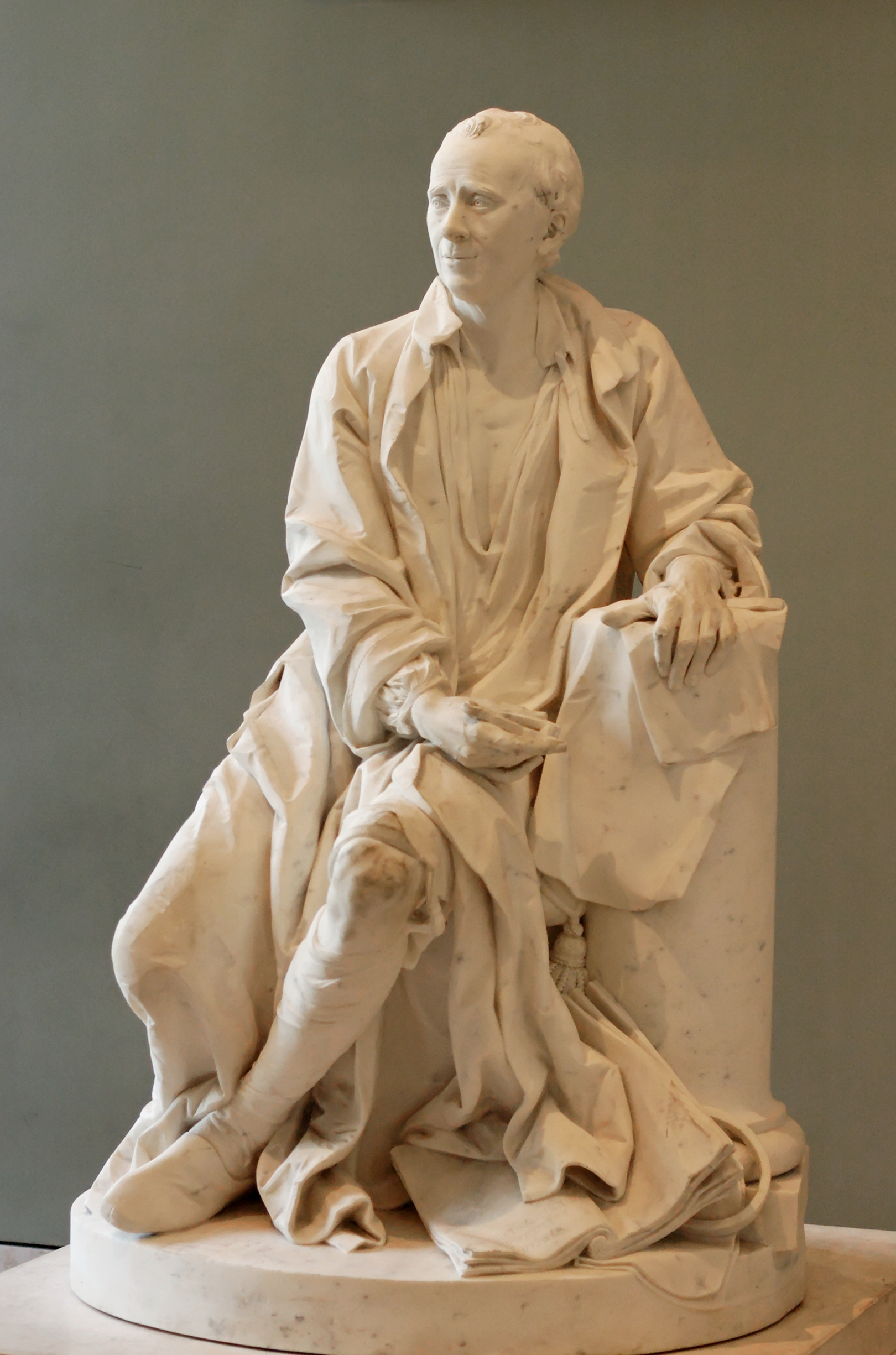
Статуя Даламбера .Енциклопедист і філософ.
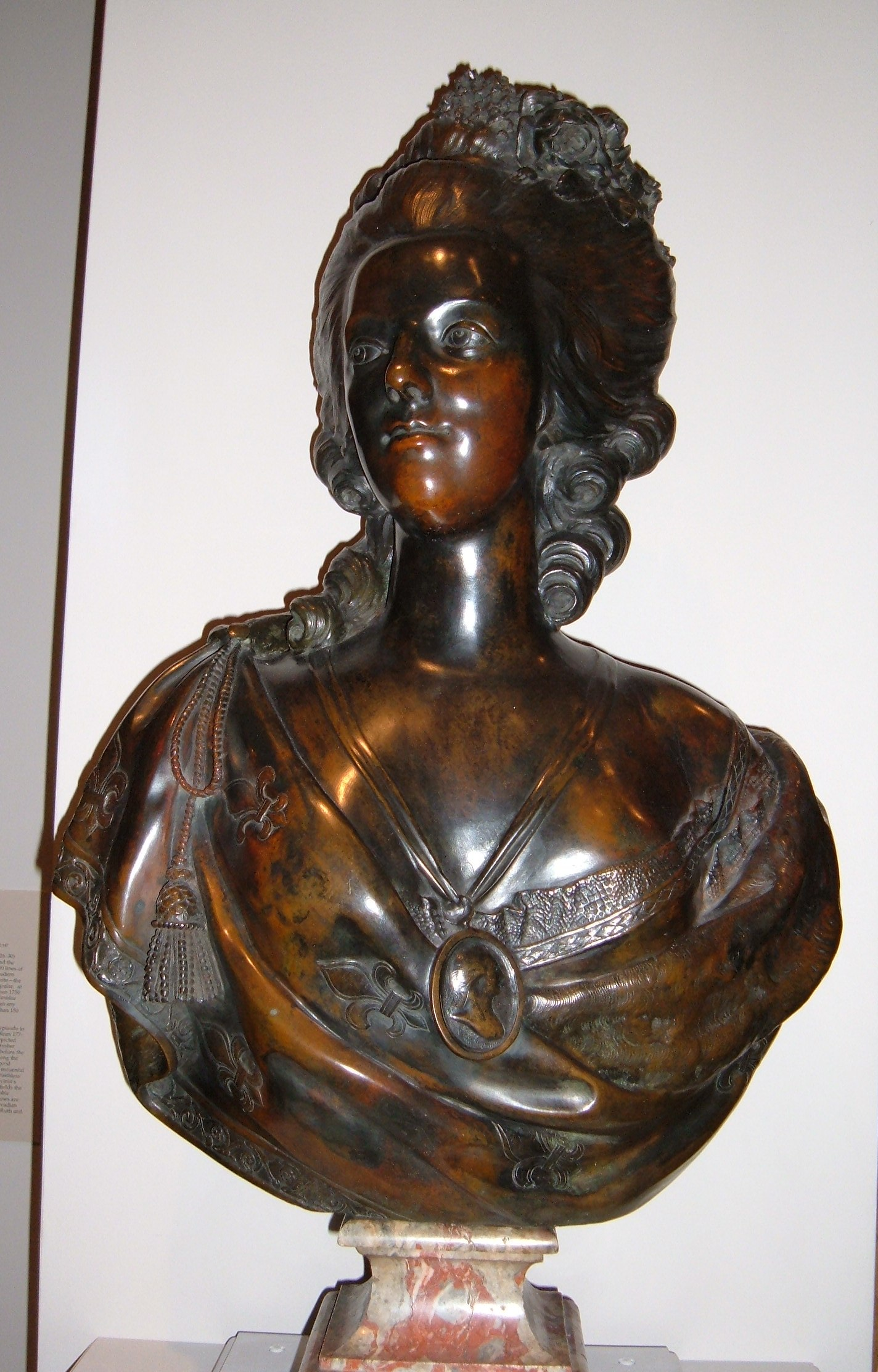
Королева Марія-Антуанета
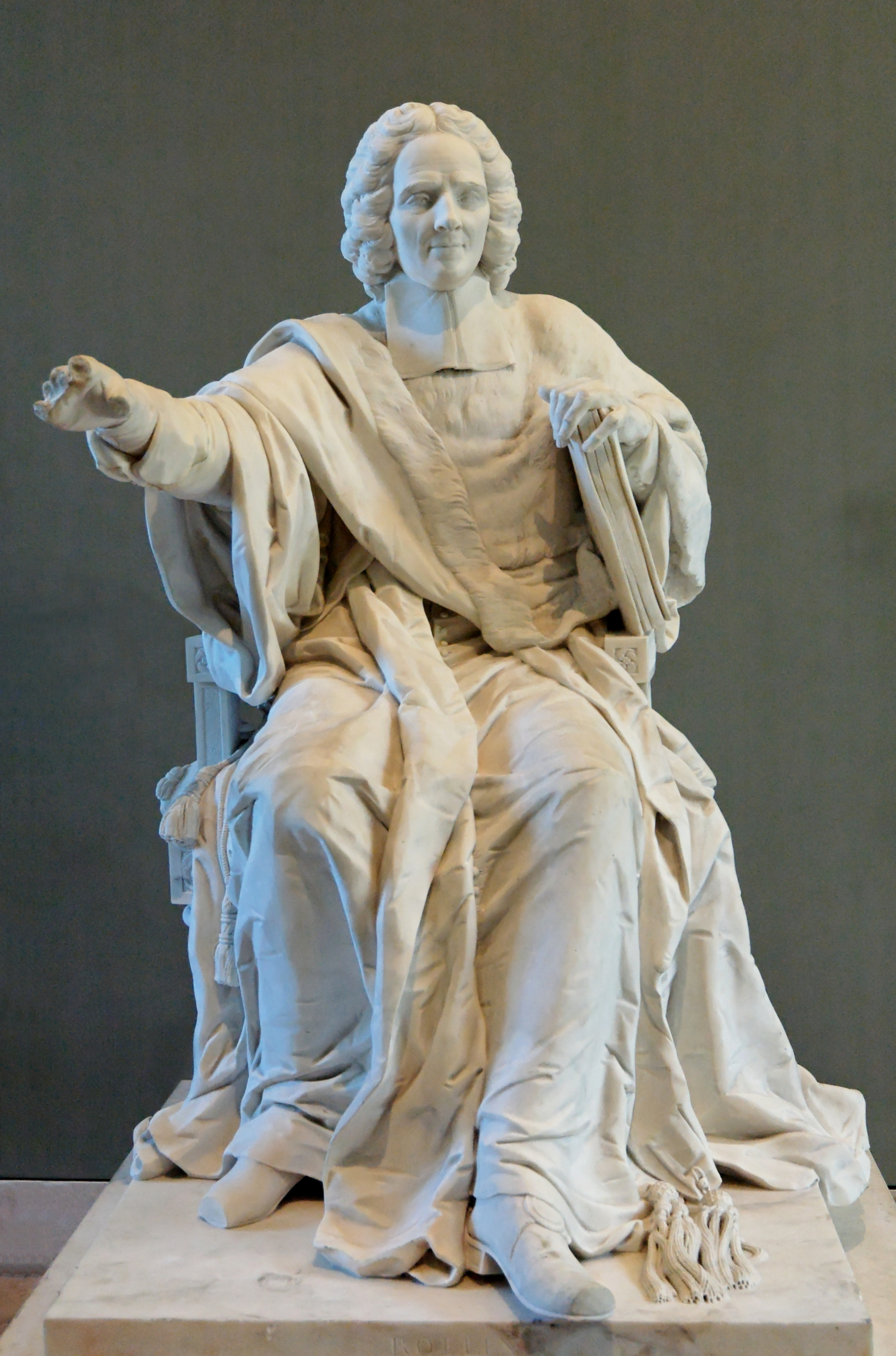
Шарль Роллін